# Arka
Arka je malá vesnička v Maďarsku v župě Borsod-Abaúj-Zemplén, spadající pod okres Gönc. Nachází se blízko slovenských hranic, asi 40 km jižně od Košic. V roce 2015 zde žilo 54 obyvatel. Dle údajů z roku 2001 zde žilo 88 % Maďarů a 12 % Romů.
Jedinou sousední vesnicí je Boldogkőváralja.